# كلوريد البنزيثونيوم
كلوريد البنزيثونيوم أو بنزيثونيوم كلوريد (بالإنجليزية: Benzethonium Chloride)‏ هو ملح أمونيوم رابعي.

## الاستخدام الصيدلاني
عامل مضاد للأحياء الدقيقة، مطهر معقم .
يُعتبر بنزإيثونيوم كلوريد أحد مركبات الأمونيوم الرباعية المستخدمة في الأشكال الصيدلانية كمادة مضادة للأحياء الدقيقة وحافظة حيث يدخل كمادة حافظة في الأشكال الحقنية والمستحضرات العينية والأذنية وذلك بتراكيز تتراوح بين 0.01-0.02% وزن/حجم . ومن الممكن استخدامه كعامل مرطب وكمحِلّ ومطهر موضعي .
وفي مستحضرات التجميل مثل مزيلات الرائحة يُستخدم بنزإيثونيوم كلوريد كعامل مضاد للأحياء الدقيقة بتراكيز حتى 0.5% وزن/حجم .
إن الخصائص الفيزيائية والاستخدامات لهذه المادة مشابه للعوامل الفعالة السطحية الموجبة الأخرى مثل الستريميد .

## التأثير على صحة الجسم
يمتص البنزإيثونيوم كلوريد بسهولة ويسر ويُعد عموماً مادة سامة عندما يُصف فموياً وتناوله من الممكن أن يسبب الإقياء، الوهط، الاختلاجات، وفقدان الوعي. ولقد حُددت الجرعة المميتة للإنسان منه بحوالي 50-500 ملغ/كغ من وزن الجسم .
وإن استخدام محاليله موضعياً والتي تحوي على أكثر من 5% وزن/حجم من الممكن أن تسبب تخريشاً والتهاباً على الرغم من أن البنزإيثونيوم كلوريد يعد مادة غير محسسة كما أن استخدامه بتراكيز 5% وزن/حجم في مستحضرات التجميل يترافق مع بعض الآثار الجانبية .
والتركيز الحدي المنصوح به هو 0.2% وزن/حجم من محلول المادة للاستخدام في منطقة العين كما أنه التركيز الحدي عموماً للمادة في المستحضرات الحقنية والعينية .
			LD50 (mouse,IP) = 8 mg/kg
			LD50 (mouse,IV) = 30 mg/kg
			LD50 (mouse,oral) = 340 mg/kg
			LD50 (rat,IP) = 17 mg/kg
			LD50 (rat,IV) = 19 mg/kg
			LD50 (rat,oral) = 370 mg/kg
			LD50 (rat,sc) = 120 mg/kg

## سلامة الاستعمال
تختلف الاحتياطات المتبعة أثناء التعامل مع المادة باختلاف الكمية وظروف التعامل معها. ويُنصح بحماية العين وارتداء القفازات .

## التنافرات
يتنافر مع الصوابين ومع العديد من العوامل الفعالة على السطح الأيونية ويمكن أن يرسب من محاليل تركيزها أكبر من 2% وزن/حجم بإضافة العديد من الحموض وبعض محاليل الأملاح.